# Kjetil Osvold
Kjetil Osvold (Lillestrøm, 5 giugno 1961) è un ex calciatore norvegese, di ruolo centrocampista.

## Carriera

### Club
Osvold giocò, in carriera, per lo Start, il Lillestrøm, per il Nottingham Forest, per il Leicester City, per il PAOK, nuovamente per il Lillestrøm ed infine per lo Skeid.

### Nazionale
Vestì la maglia della Norvegia under 21 in 19 circostanze. Debuttò il 21 agosto 1980, nella vittoria per 1-0 sulla Finlandia under 21.
Giocò anche 37 incontri per la Nazionale maggiore, con 3 reti all'attivo. Il primo di questi fu datato 17 dicembre 1984, nella vittoria per 1-0 in amichevole, sull'Egitto. Il 30 aprile 1986 segnò la prima rete, sancendo la vittoria per 1-0 sull'Argentina.